# Petaure gràcil
El petaure gràcil (Petaurus gracilis) és un pòssum molt amenaçat. És una espècie molt semblant al petaure esquirol i el petaure de ventre groc.
El petaure gràcil està restringit a una àrea molt petita, entre Ingham i Tully, al nord de Queensland (Austràlia). La raó per la qual el petaure gràcil és una de les espècies més amenaçades d'Austràlia és la pèrdua d'hàbitat; més del 80% del seu hàbitat ha estat desembarassat per cultivar-hi canya de sucre, pins i plàtans, o perquè hi pasturi el bestiar boví.